# Complejo de Broken Hill
El complejo de Broken Hill (código BHC) es una biorregión provisional australiana que se encuentra entre Nueva Gales del Sur y Australia Meridional, comprendiendo un área de 5 635 422 hectáreas (13 925 418,7 acre) del interior de Australia. Toma su nombre de la ciudad minera de Broken Hill, en el extremo occidental de Nueva Gales del Sur.

IBRA 5.1 describió al complejo de Broken Hill como:
Colinas y abanicos coluviales sobre rocas proterozoicas; margas desérticas y arcillas rojas, litosoles y tierras rojas calcáreas; sustentando los matorrales de quenópodos Maireana spp. y de Atriplex spp., y matorrales abiertos de mulga Acacia aneura. 